# Emili Giralt i Raventós
Emili Giralt i Raventós ( Villafranca del Panadés, 1927 - Barcelona, 2008 ) fue un historiador y profesor universitario español. 

## Biografía
Licenciado en Historia por la Universidad de Barcelona en 1951, fue discípulo de Jaume Vicens Vives. Fue lector de castellano en la Universidad de Durham en Newcastle (1954-1955),  profesor en la Universidad de Barcelona (1959  y catedrático de Historia Universal Moderna y Contemporánea desde 1971. Fue director del Centro de Estudios Históricos Internacionales de la Universidad de Barcelona de 1975 a 1998. Es el fundador y director del Centro de Estudios de Historia Rural y de la revista Estudis d'Història Agraria, desde 1977. 
Fue asimismo director del Departamento de Historia Contemporánea de la Universidad de Barcelona, decano de la Facultad de Geografía e Historia y vicerrector de ordenación académica. También fue profesor asociado en la Universidad de la Sorbona de 1981 a 1983, y catedrático emérito de la Universidad de Barcelona (1992). 
Sus trabajos historiográficos tratan principalmente temas agrarios, económicos y sociales de la época moderna y contemporánea. Se especializó en el estudio de la población, de la historia agraria y de los movimientos sociales en Cataluña y las regiones de habla catalana.
De 1986 a 1995 ha sido presidente del Institut d'Estudis Catalans, dentro de la Sección Histórico-Arqueológica con la Especialidad de Historia agraria  donde promueve la primera edición del Diccionario de la lengua catalana.  En 1997 fue galardonado con la Cruz de Sant Jordi . Giralt falleció la tarde del 16 de abril de 2008 en Barcelona a la edad de 81 años. 

## Obras
- La colonia mercantil francesa en Barcelona a mediados del siglo XVII (1956-1959)
- La population catalane de 1553 à 1717 (1960), con Jordi Nadal i Oller
- Barcelona en 1717-1718, un modelo de sociedad preindustrial (1963)
- La immigració francesa a Mataró durant el segle XVIII (1966)
- Los estudios de historia agraria en España. Desde 1940 a 1961 (1962)
- El conflicto "rabassaire" y la cuestión agraria en Cataluña hasta 1936 (1964)
- Els moviments socials a Catalunya, País Valencià i les Illes (1800-1939) (1967)
- Bibliografia dels moviments socials a Catalunya, País Valencià i les Illes (1972)
- El franquisme i l'oposició: una bibliografia crítica (1939-1975) (1981)
- Premsa clandestina i de l'exili (1939-1976). Inventari (1977)
- Dos estudios sobre el País Valenciano (1978)